# 岡山県道・鳥取県道11号新見多里線
岡山県道・鳥取県道11号新見多里線（おかやまけんどう・とっとりけんどう11ごう にいみたりせん）は、岡山県新見市から鳥取県日野郡日南町を結ぶ県道（主要地方道）である。

## 概要

### 路線データ
- 起点：岡山県新見市千屋（国道180号・岡山県道317号千屋実大佐線交点）
- 終点：鳥取県日野郡日南町湯河（国道183号交点）
- 総延長：30.9 km

## 歴史
- 1993年（平成5年）5月11日 - 建設省から、県道新見多里線が新見多里線として主要地方道に指定される[1]。

## 路線状況

### 重複区間
- 岡山県道・鳥取県道8号新見日南線（新見市神郷釜村 地内）

## 地理

### 通過する自治体
- 岡山県
  - 新見市
- 鳥取県
  - 日野郡日南町

### 交差する道路
| 交差する道路                                 | 都道府県名 | 市町村名 | 市町村名 | 交差する場所       | 交差する場所 |
| -------------------------------------------- | ---------- | -------- | -------- | ------------------ | ------------ |
| 国道180号 岡山県道317号千屋実大佐線          | 岡山県     | 新見市   | 新見市   | 千屋               | 起点         |
| 岡山県道316号岩熊一ノ原線                    | 岡山県     | 新見市   | 新見市   | 神郷釜村           |              |
| 岡山県道・鳥取県道8号新見日南線 重複区間起点 | 岡山県     | 新見市   | 新見市   | 神郷釜村           |              |
| 岡山県道・鳥取県道8号新見日南線 重複区間終点 | 岡山県     | 新見市   | 新見市   | 神郷釜村           |              |
| 岡山県道109号高瀬油野線                      | 岡山県     | 新見市   | 新見市   | 神郷高瀬           |              |
| 鳥取県道211号猪子原上石見停車場線            | 鳥取県     | 日野郡   | 日南町   | 豊栄（とよさかえ） |              |
| 国道183号                                    | 鳥取県     | 日野郡   | 日南町   | 湯河               | 終点         |

### 沿線にある施設など
- 高瀬川ダム湖
  - 高瀬湖畔オートキャンプ場
  - 神郷温泉
- 神郷カントリークラブ（ゴルフ場）